# Bibi Tatto
Bianca Tatto Marques (São Paulo, 24 de maio de 2000), mais conhecida como Bibi Tatto ou somente Bibi, é uma gamer, youtuber, cantora, empresária e influenciadora digital brasileira. Ficou conhecida após gravar a música "Isolados", uma paródia sobre o jogo Minecraft. É considerada uma das mulheres precursoras a publicarem sobre games no YouTube.

## Vida pessoal
É filha de Kátia Tatto Marques e Fábio Tatto Marques. Também possui um irmão mais novo chamado Gagui Tatto, de 20 anos.

## Carreira

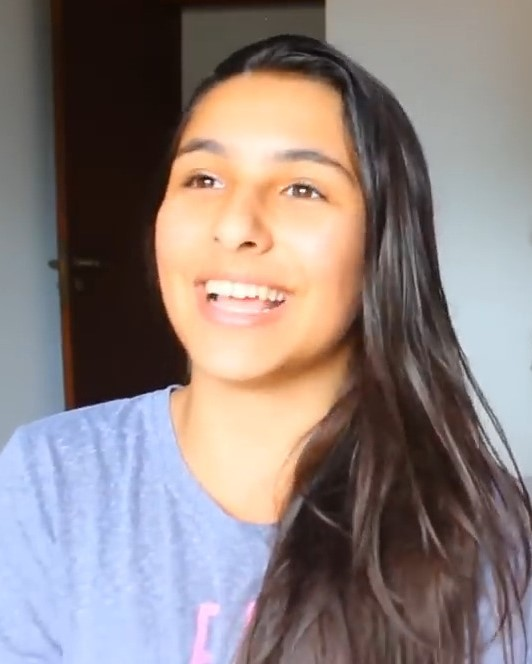
Bibi em 2015.

Antes de começar seu canal no YouTube, Bibi já gostava de fazer apresentações para sua família ao lado de seu irmão, Gabriel, e postava esses shows na internet. Decidiu começar seu canal no YouTube aos 14 anos de idade, em dezembro de 2014. Com um começo sem muitas expectativas em seu canal, Bibi viu a grande virada de sua vida em 2015, após fazer a canção "Isolados", uma paródia de "See You Again", de Charlie Puth e Wiz Khalifa, presente na trilha sonora de Furious 7. A paródia, que contou com ajuda do youtuber Rezende e falava sobre uma história feita no jogo eletrônico Minecraft, no qual foi um sucesso na internet, e graças a isso, seu canal a partir desse momento, começou a crescer e a ganhar cerca de 5.000 inscritos por dia.
Em junho de 2016, aos 16 anos, Bibi lançou seu primeiro livro, intitulado Um Novo Mundo, onde na primeira semana após o seu lançamento, entrou na lista dos livros mais vendidos da categoria infantojuvenil, segundo o site PublishNews. No início de 2017, Bibi lançou seu segundo livro, intitulado Isolados - O Enigma, em Vila Velha, Espírito Santo. Em 2018, lançou seu terceiro livro, chamado O Diário de Bibi. Em 2020, lançou seu quarto livro, intitulado O Incrível Mundo de Bibi Tatto. Em 11 de março de 2018, Bibi fez sua primeira turnê musical, intitulada Com Vocês Sou Mais Feliz, passando pelos estados de São Paulo, Minas Gerais, Paraná e Rio Grande do Sul.

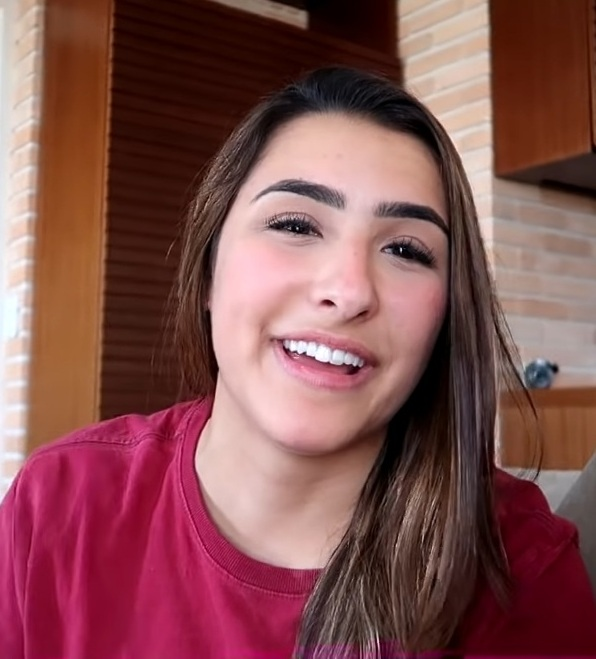
Bibi em 2019

Em 2019, lançou seu primeiro EP chamado de Sua Metade, com 4 músicas autorais. Em 2020, produziu uma websérie chamada Pandemia, que mistura relações do mundo real com o mundo virtual. Em março de 2021, se envolveu em uma polêmica com o youtuber Enaldinho após o youtuber ganhar na categoria Influencer Brasileiro Favorito do Kids' Choice Awards de 2021. Bibi reclamou e mostrou-se indignada com o resultado da votação. Segundo ela, o seu fã-clube e o da youtuber Juju Franco, que também concorria ao prêmio, fizeram um número muito maior de votos do que Enaldinho.
No dia 4 de abril de 2021, lançou seu terceiro curta-metragem, Peter Pan na Terra do TikTok, já tendo feito antes Aladdin na Vida Real! e Branca de Neve na Vida Real!. Em novembro, foi confirmada sua participação no longa-metragem Avassaladoras 2, que foi lançado em junho de 2022, interpretando a personagem Luciana. Em 2022, Bibi também estreou uma participação no filme #PartiuFama, interpretando a personagem Paty.

## Filmografia

### Longa-metragens
| Ano  | Título                     | Personagem      | Notas |
| ---- | -------------------------- | --------------- | ----- |
| 2022 | #PartiuFama                | Paty            |       |
| 2022 | Alice no Mundo da Internet | Rainha dos Bots |       |
| 2022 | Avassaladoras 2            | Luciana         |       |

### Músicas
| Ano  | Título                                        |
| ---- | --------------------------------------------- |
| 2017 | "A Bela e a Fera"                             |
| 2017 | "Sorte ou Azar" (part. Gui Amaral)            |
| 2017 | "ADR Eu Sou" (part. Rezende)                  |
| 2017 | "Aprendendo o Que É Amor"                     |
| 2017 | "Eu Quero Namorar Com Ele" (part. Gui Amaral) |
| 2018 | "Você e Eu"                                   |
| 2018 | "Manhã de Domingo"                            |
| 2018 | "Ninguém É Melhor Que Você"                   |
| 2019 | "Oh Moço"                                     |
| 2019 | "Gravetinho"                                  |
| 2019 | "Sua Metade"                                  |
| 2019 | "Me Mostra" (part. Gagui Tatto)               |
| 2019 | "Portas Abertas"                              |
| 2019 | "Se For Pra Amar"                             |
| 2020 | "Descomplica"                                 |
| 2020 | "Aquela Série"                                |
| 2021 | "B.O."                                        |
| 2022 | "Sem Graça"                                   |
| 2022 | "Dose de Mim"                                 |

### Livros
| Ano  | Título                         | Editora       |
| ---- | ------------------------------ | ------------- |
| 2016 | Um Novo Mundo                  | Novas Páginas |
| 2017 | Isolados - O Enigma            | Novas Páginas |
| 2018 | O Diário de Bibi               | Novas Páginas |
| 2018 | O Diário de Bibi               | Outro Planeta |
| 2020 | O Incrível Mundo de Bibi Tatto | Pixel         |

## Prêmios e indicações
| Ano  | Prêmios                              | Categoria                      | Resultado | Ref.          |
| ---- | ------------------------------------ | ------------------------------ | --------- | ------------- |
| 2017 | Meus Prêmios Nick                    | Canal de Games Favorito        | Venceu    | [ 19 ]        |
| 2017 | Meus Prêmios Nick                    | Youtuber Feminina Favorita     | Venceu    | [ 19 ]        |
| 2017 | Capricho Awards                      | Gamer do Ano                   | Venceu    | [ 20 ]        |
| 2017 | Digital Awards BR                    | Canal de Games                 | Venceu    | [ 21 ]        |
| 2018 | Meus Prêmios Nick                    | Canal de YouTube Favorito      | Indicada  | [ 22 ] [ 23 ] |
| 2018 | Meus Prêmios Nick                    | Gamer do Ano                   | Venceu    | [ 22 ] [ 23 ] |
| 2018 | MTV Millennial Awards                | Gamer do Ano                   | Indicada  | [ 24 ]        |
| 2018 | Digital Awards BR                    | Canal de Entretenimento        | Venceu    | [ 25 ]        |
| 2019 | Meus Prêmios Nick                    | Influencer Brasileiro Favorito | Venceu    | [ 26 ]        |
| 2019 | Meus Prêmios Nick                    | Canal do YouTube               | Indicada  | [ 27 ]        |
| 2019 | Prêmio Influenciadores Digitais 2019 | Games                          | Indicada  | [ 28 ] [ 29 ] |
| 2019 | Prêmio Jovem Brasileiro              | Influenciador de Games         | Venceu    | [ 30 ]        |
| 2020 | Meus Prêmios Nick                    | Vencedores Épicos do KCA       | Indicada  | [ 31 ]        |
| 2021 | Kids' Choice Award                   | Influencer Brasileiro Favorito | Indicada  | [ 32 ]        |
| 2021 | Prêmio Jovem Brasileiro              | Gamer                          | Indicada  | [ 33 ]        |
| 2021 | Prêmio Jovem Brasileiro              | Gastronomia                    | Indicada  | [ 33 ]        |